# Arc the Lad
Arc the Lad és una sèrie d'animació japonesa basada en la col·lecció de videojocs Arc The Lad, Arc The Lad II i Arc The Lad III, distribuïts per a la videoconsola Playstation. Fou produïda per la companyia japonesa Bee Train i dirigida per Itsuro Kawasaki. Fou estrenada pel canal WOWOW el 5 d'abril de 1999 fins a l'11 d'octubre del mateix any. Està formada per 26 episodis de 25 minuts de duració cadascun. A Catalunya, la sèrie fou estrenada el 15 d'octubre de 2001 fins al 21 de novembre del mateix any pel canal K3, emetent-se posteriorment en diverses ocasions.

## Argument
El destí uneix els dos principals protagonistes: l'Erc, un jove caça-recompenses que pot controlar el foc, i l'Arc, líder d'un clan que l'Erc considera culpable de la destrucció del seu poble natal i de la seva família.
Al llarg dels episodis, l'Erc rescatarà la Lisa, una noia que té poders sobrenaturals capaç de controlar els monstres, i per aquest motiu, haurà d'enfrontar-se a tota mena de monstres i criminals per protegir-la; però també intentarà trobar l'Arc i venjar la mort de la seva família. El mateix dia que el troba, tots dos seran atacats per un grup d'assassins i hauran d'unir forces per guanyar la batalla. Poc després, l'Arc li contarà la història real sobre els fets del seu terrible passat. Per això, el grup format per l'Erc, la Lisa i l'Arc i el seu clan, decidiran lluitar i acabar amb la corporació secreta dirigida pel corrupte Alcade Galuano.

## Personatges
Erc
- Veu: Daisuke Namikawa  (japonès), Hernan Fernández (català)

Un jove caça recompenses amb l'habilitat de controlar el foc i amb ganes de revenja del seu tràgic passat.
Lisa
- Veu: Yui Horie  (japonès), Ana Maria Camps (català)

Una misteriosa noia amb poders sobrenaturals capaça de controlar els monstres.
Arc
- Veu: Hiro Yuuki  (japonès), Germán José (català)

Líder d'un clan de guerrers que combat activament els plans de domini sobre la Terra de l'Alcalde Galuano.

## Llista d'episodis
| #  | Títol en català                                                    | Data d'estrena al Japó | Data d'estrena a Catalunya |
| -- | ------------------------------------------------------------------ | ---------------------- | -------------------------- |
| 1  | El nen de la flama Honō no shōnen (炎の少年)                       | 5 d'abril de 1999      | 15 d'octubre de 2001       |
| 2  | L'origen del destí Unmei no hajimari (運命のはじまり)              | 12 d'abril de 1999     | 16 d'octubre de 2001       |
| 3  | El so de la pluja Shigure no kokochi (時雨の心地)                  | 19 d'abril de 1999     | 19 d'octubre de 2001       |
| 4  | La deessa de la pau Aoki no megami (蒼き女神)                      | 26 d'abril de 1999     | 22 d'octubre de 2001       |
| 5  | Els criminals Hanzaisha-tachi (犯罪者たち)                         | 3 de maig de 1999      | 23 d'octubre de 2001       |
| 6  | Allà on sonen les onades Namioto no kanata (波音の彼方)            | 10 de maig de 1999     | 24 d'octubre de 2001       |
| 7  | El guardià del passat Inishie no shugosha (古の守護者)             | 17 de maig de 1999     | 25 d'octubre de 2001       |
| 8  | El fugitiu Tōbō (逃亡)                                             | 24 de maig de 1999     | 26 d'octubre de 2001       |
| 9  | L'amic que vas deixar enrere Nokosareta tomo (残された友)          | 31 de maig de 1999     | 29 d'octubre de 2001       |
| 10 | L'exèrcit de la creu sense nom Na mo naki jūjigun (名も無き十字軍) | 7 de juny de 1999      | 30 d'octubre de 2001       |
| 11 | Un heroi solitari Kodoku na yūsha (孤独な勇者)                     | 14 de juny de 1999     | 31 d'octubre de 2001       |
| 12 | La Casa Blanca Shiroi ie (孤独な勇者)                              | 21 de juny de 1999     | 1 de novembre de 2001      |
| 13 | La verge que somriu Hohoemi no seibo (微笑みの聖母)                | 28 de juny de 1999     | 2 de novembre de 2001      |
| 14 | La Sacerdotessa dels Esperits Seirei no miko (精霊の巫女)          | 5 de juliol de 1999    | 5 de novembre de 2001      |
| 15 | S'alça la flama Homura tatsu (焔立つ)                              | 12 de juliol de 1999   | 6 de novembre de 2001      |
| 16 | El rescat Dakkan (奪還)                                            | 19 de juliol de 1999   | 7 de novembre de 2001      |
| 17 | El palau escarlata Hiiro no ōjō (緋色の王城)                       | 26 de juliol de 1999   | 8 de novembre de 2001      |
| 18 | El poder de les quimeres Kimera tsukai (キメラ使い)                | 2 d'agost de 1999      | 9 de novembre de 2001      |
| 19 | L'enfrontament de dos grans rivals Ryōyū taiketsu (両雄対決)       | 23 d'agost de 1999     | 12 de novembre de 2001     |
| 20 | Ens tornem a trobar Saikai (再会)                                  | 30 d'agost de 1999     | 13 de novembre de 2001     |
| 21 | On hi ha la veritat Shinjitsu no arika (真実の在処)                | 6 de setembre de 1999  | 14 de novembre de 2001     |
| 22 | Amagat a la penombra Kage ni hisomu (影に潜む)                     | 13 de setembre de 1999 | 15 de novembre de 2001     |
| 23 | La mirada glaçada Kōreru hitomi (凍れる瞳)                         | 20 de setembre de 1999 | 16 de novembre de 2001     |
| 24 | El senyal de les tenebres Yami no taidō (闇の胎動)                 | 27 de setembre de 1999 | 19 de novembre de 2001     |
| 25 | L'arca sagrada Seihitsu (聖柩)                                     | 4 d'octubre de 1999    | 20 de novembre de 2001     |
| 26 | El noi de la llum Kagayaki no shōnen (最終回 輝の少年)             | 11 d'octubre de 1999   | 21 de novembre de 2001     |